# Munir Abukeshek
Munir Abukeshek est un boxeur palestinien né en 1975.

## Biographie
Munir Abukeshek dispute les Jeux asiatiques de 1998 à Bangkok où il est éliminé dès les huitièmes de finale  dans la catégorie des moins de 81 kg. Il remporte la médaille de bronze dans la catégorie des moins de 81 kg aux Jeux asiatiques de 2002 à Busan, devenant ainsi le premier sportif palestinien à remporter une médaille dans une compétition internationale.